# Sola kommun
Sola kommun (norska: Sola kommune) är en kommun i landskapet Jæren i Rogaland fylke i sydvästra Norge. Kommunens centralort är Sola med cirka 21 000 invånare. Den utgör en del av tätorten Stavanger/Sandnes.

## Administrativ historik
Sola kommun upprättades 1930 när den dåvarande kommunen Håland delades i två och de båda kommunerna Sola respektive  Madla bildades. Kommunen hade 3 372  invånare vid upprättandet. Sedan dess har kommunens gränser förblivit oförändrade.

## Tätorter
I Sola kommun finns fyra tätorter:
- Hålandsmarka
- Kolnes
- Stavanger/Sandnes (del av, omfattar centralorten Sola)
- Stenebyen

Orterna Sola och Tananger har tidigare räknats som egna tätorter men räknas numera som delar av tätorten Stavanger/Sandnes.

## Socknar
Inom Norska kyrkan är Sola kommun indelad i fyra socknar:
- Ræge socken
- Sola socken
- Sørnes socken
- Tanangers socken

Socknarna ingår i Tungenes prosteri i Stavangers stift.

## Bilder

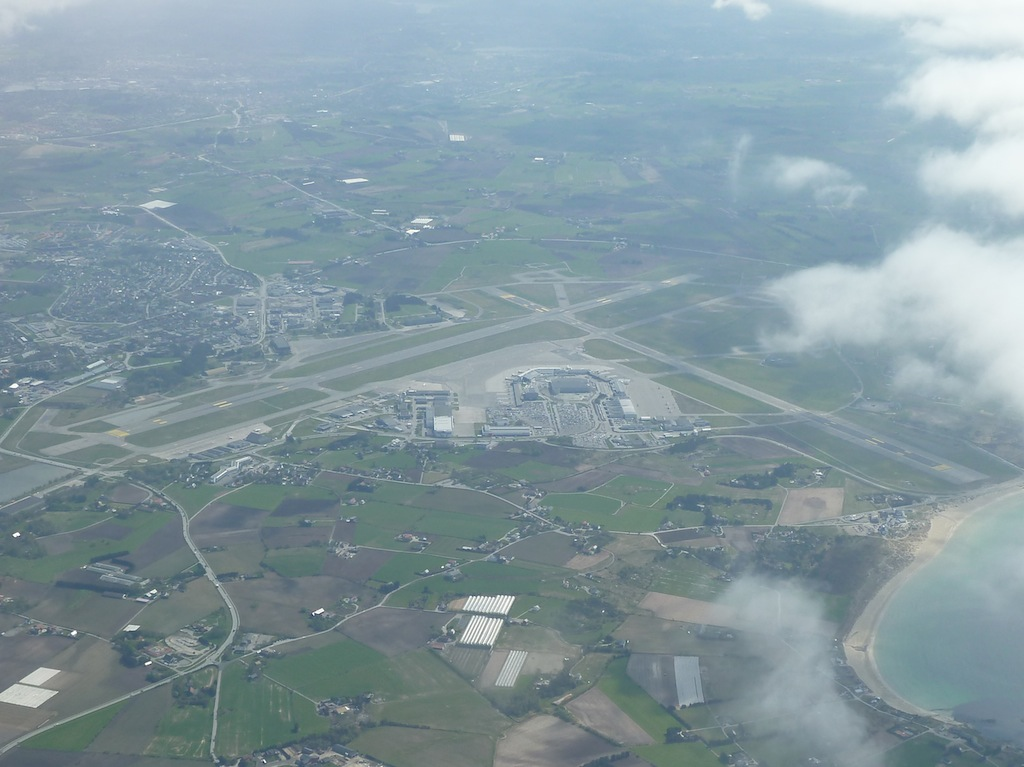
Centralorten Sola (till vänster), Stavangers flygplats (mitten) och Solavika (till höger).
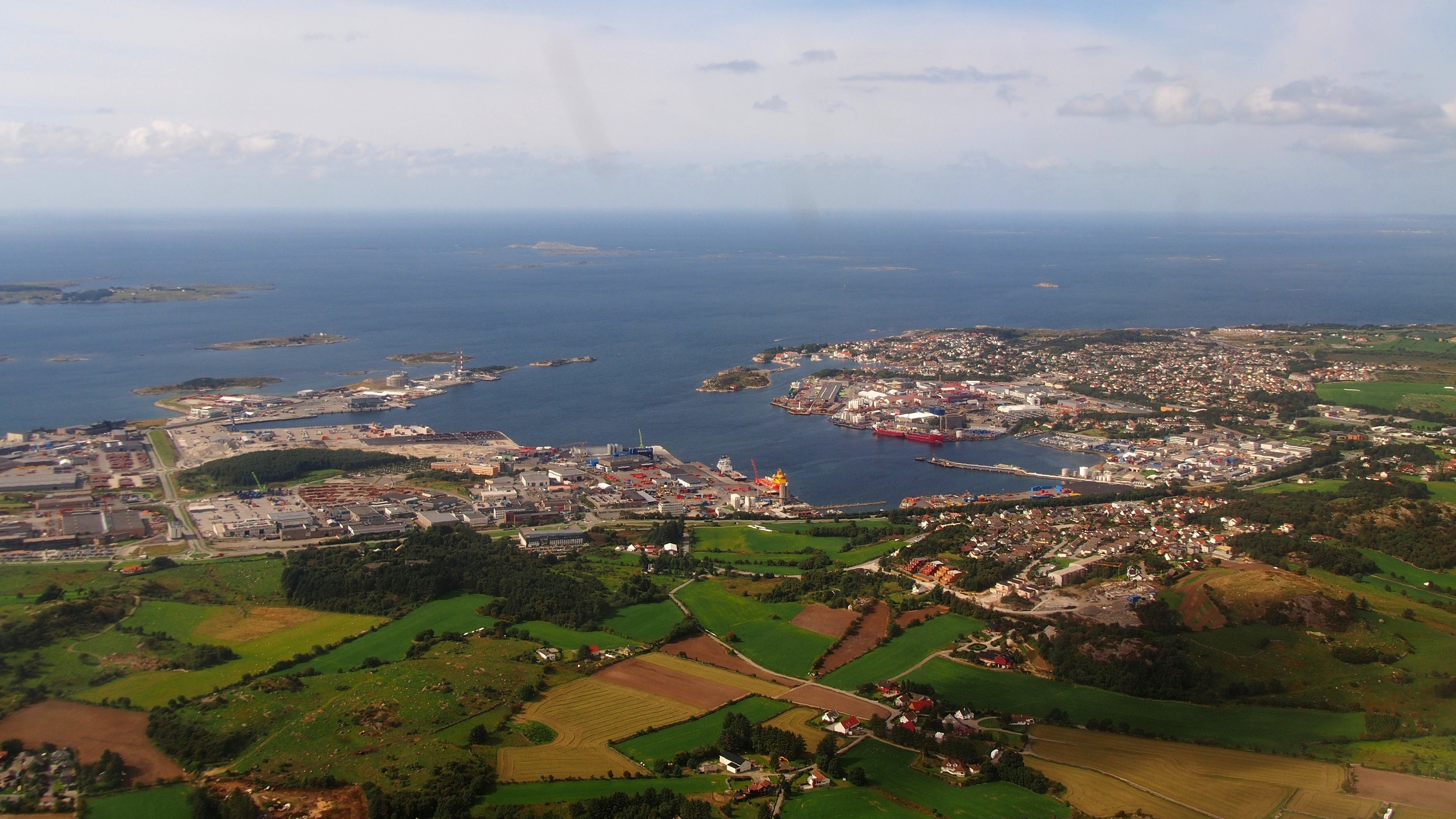
Tananger.
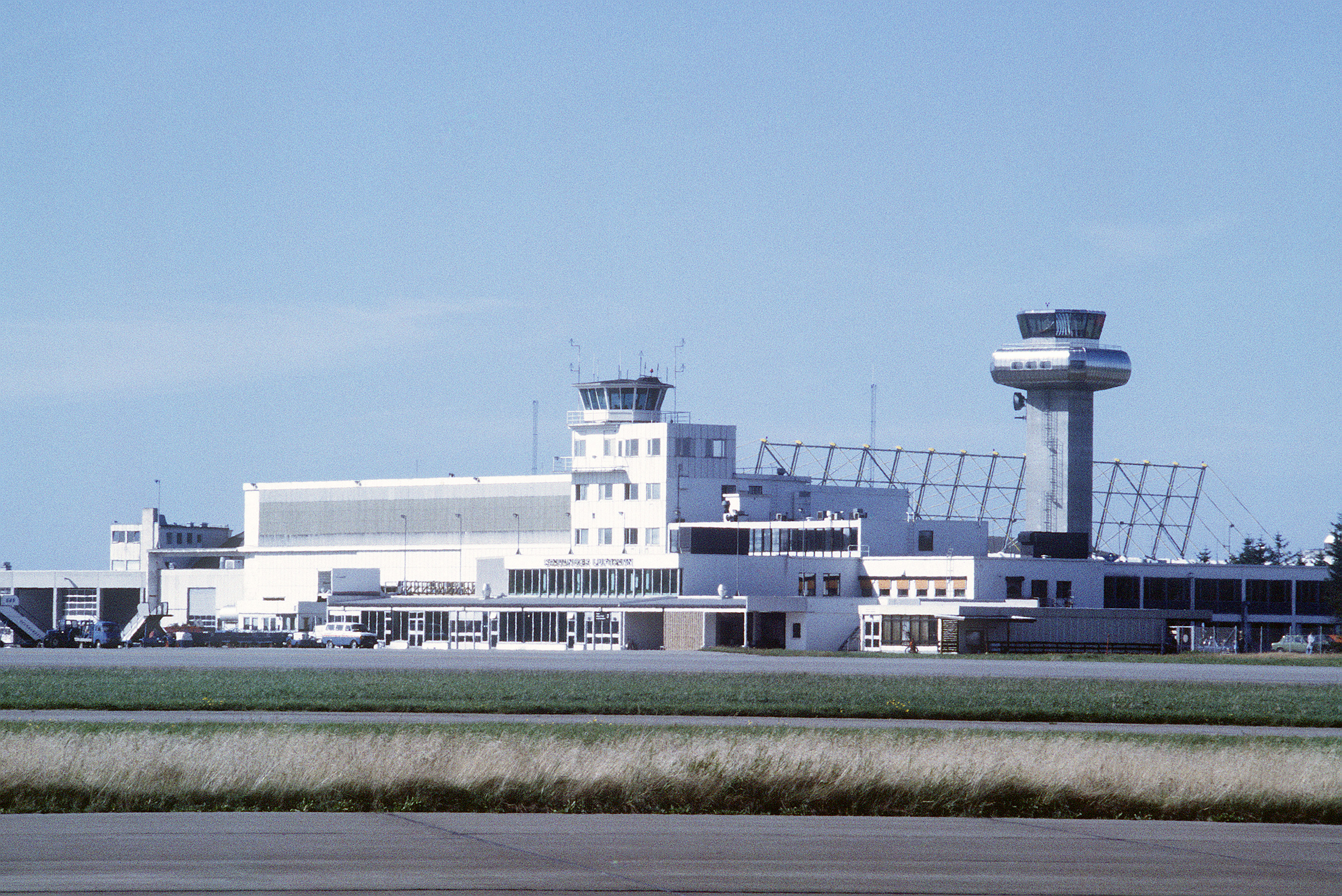
Stavangers flygplats.
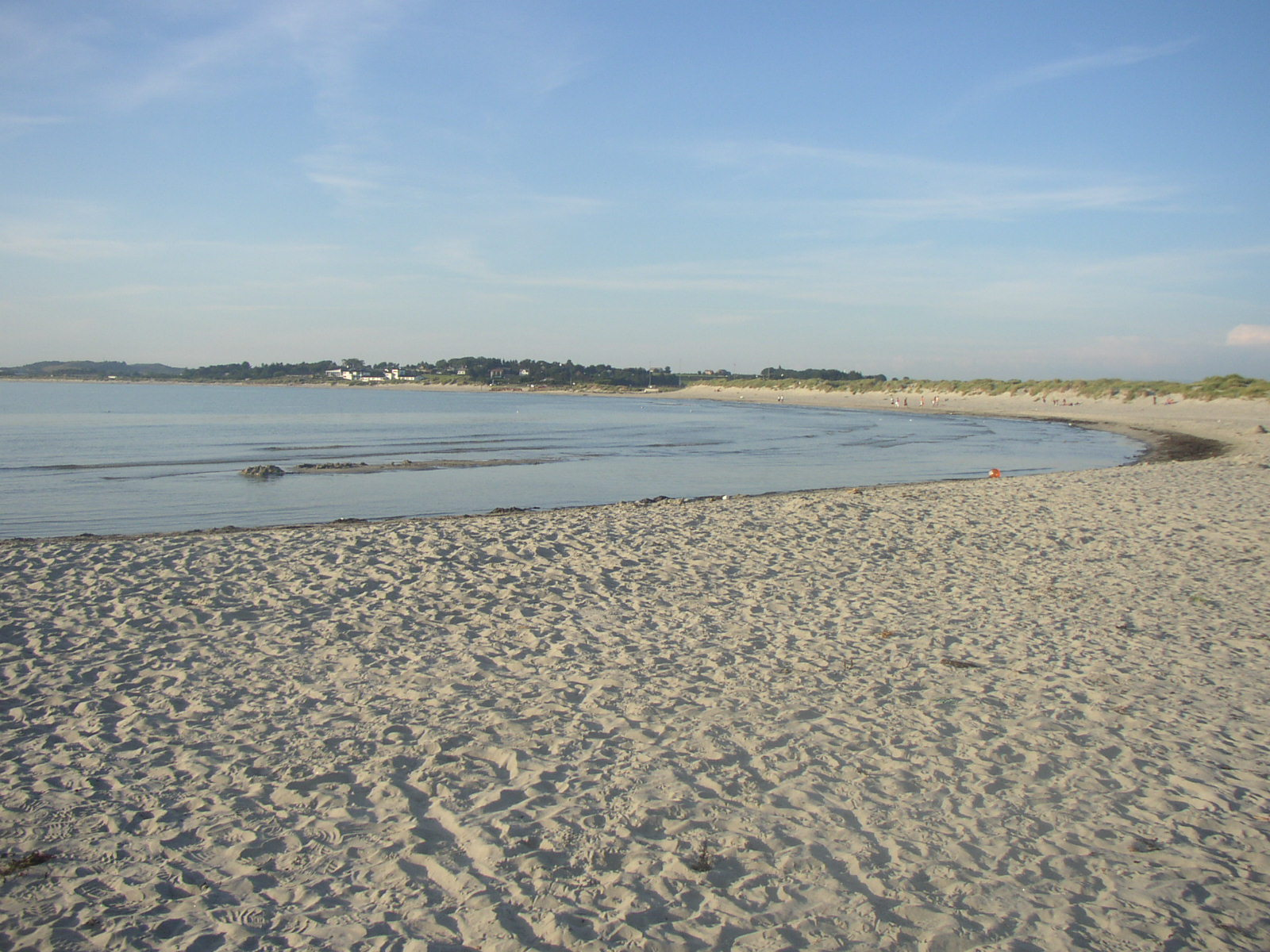
Sola strand.